# 10829 Matsuobasho
10829 Matsuobasho eller 1993 UU är en asteroid i huvudbältet som upptäcktes den 22 oktober 1993 av den japanska astronomen Tsutomu Seki vid Geisei-observatoriet. Den är uppkallad efter Matsuo Basho.
Asteroiden har en diameter på ungefär 4 kilometer.